# Life of the Party (пісня Шона Мендеса)
«Life of the Party» (укр. Душа вечірки) — пісня канадського співака Шона Мендеса з його міні-альбому The Shawn Mendes EP і дебютного студійного альбому Handwritten (2015). Авторами пісні стали Ідо Змішлані і Скотт Гарріс, запис пісні відбувся в Торонто, Онтаріо і її було випущено 26 червня 2014 року.

## Музичне відео
Ліричний відео було випущене 30 червня 2014 року, зняте єдиним кадром, в якому Мендес в закусочній на Джордж-стріт іноді розмовляє з офіціанткою та співає. Під час відео, Слова з пісні з'являються на підвісними лампами та інших елементах інтер'єру. Відео закінчується тим, що офіціантка, посміхаючись, читає записку, залишену Шоном.

## Випуск
Назва пісні, «Life of the Party» (укр. Душа вечірки), може сформувати враження, що це оптимістична танцювальна пісня, але в одному з інтерв'ю, Мендес описав пісню як «не дуже щасливу, але яка також не пригнічує». Пісні розповідає про те як бути щасливим і з'ясовує, хто ви і ким хочете бути. Вона була написана двома авторами з Нью-Йорка, Ідо Змішлані і Скоттом Гаррісом, хоча Мендес зазначив, що пісня йому дуже близька.

## Позиції в чартах
Пісня дебютувала в чарті Billboard Hot 100 12 липня 2014 року на 24 сходинці, і стала першою піснею Мендеса в чарті. Мендес став наймолодшим артистом, пісня якого дебютувала в топ-25 чарту Billboard Hot 100 в п'ятнадцятирічному віці. Сингл також дебютував під п'ятим номером в чарті Hot Digital Songs, будучи завантаженим 148.000 разів.

## Чарти і сертифікації
| Чарт (2014–15)                            | Найвища позиція |
| ----------------------------------------- | --------------- |
| Австралія Australia Hitseekers (ARIA)     | 9               |
| Бельгія (Ultratip Flanders)               | 48              |
| Канада (Canadian Hot 100)                 | 9               |
| Канада (AC) (Billboard)                   | 9               |
| Канада (CHR/Top 40) (Billboard)           | 7               |
| Канада (Hot AC) (Billboard)               | 5               |
| Чехія (Singles Digitál Top 100)           | 44              |
| Ірландія (IRMA)                           | 34              |
| Нова Зеландія (RIANZ)                     | 6               |
| Шотландія (Official Charts Company)       | 89              |
| Словаччина (Singles Digitál Top 100)      | 46              |
| Швеція (Sverigetopplistan)                | 37              |
| Велика Британія (Official Charts Company) | 99              |
| США (Billboard Hot 100)                   | 24              |

| Чарт (2014)               | Позиція |
| ------------------------- | ------- |
| Канада (Canadian Hot 100) | 53      |

| Регіон                                                                                          | Сертифікація  | Продажі   |
| ----------------------------------------------------------------------------------------------- | ------------- | --------- |
| Канада (Music Canada)                                                                           | 2× Платиновий | 160 000*  |
| Нова Зеландія (RIANZ)                                                                           | Золотий       | 7,500*    |
| Норвегія (IFPI Norway)                                                                          | Платиновий    | 10 000    |
| Швеція (IFPI Sweden)                                                                            | Платийновий   | 40,000^   |
| США (RIAA)                                                                                      | Платиновий    | 1 000 000 |
| *продажі, що базуються лише на сертифікаціях ^відвантаження, що базуються лише на сертифікаціях |               |           |